# هيفالوصور
لبهيفالوصور (الاسم العلمي: Hyphalosaurus) (أي "السحلية المغمورة")، وهي جنس من الزواحف المائية التي تعيش في المياه العذبة والتي تمثل جزءا كبيرا من كائنات جيهول الحية [الإنجليزية]. عاشت خلال الطباشيري المبكر (مرحلة الأبتي)، منذ حوالي 122 مليون سنة. ويشمل الجنس على نوعين: (H. lingyuanensis) و(H. baitaigouensis) وكلاهما من تكوين ييكسيان من مقاطعة لياونينغ،الصين. وتعد من بين أشهر كائنات جيهول الحية،
مع آلاف العينات الأحفورية التي تمثل جميع مراحل النمو في المجموعات العلمية والخاصة.